# A Nod and a Wink
A Nod and a Wink es el decimocuarto álbum del grupo de rock progresivo Camel publicado en julio de 2002. Este álbum fue dedicado a Peter Bardens, que falleció en enero de 2002.

## Creación
Esta nueva entrega de Camel devuelve protagonismo a la flauta traversa y el sonido en muchos pasajes tienes aires folks con una vuelta al sonido más británico del grupo. Andy Latimer vuelve a componer con otro músico, Guy Le Blanc, lo que se traduce en un mayor peso de los teclados en el disco, comparándolo con el anterior. La canción For Today está dedicada a las víctimas del atentado de la Torres Gemelas de New York del 11 de septiembre de 2001.

## Tour
Por un tiempo la estabilidad en el grupo se concentra en el cuarteto formado por Andy Latimer , Colin Bass , Guy Leblanc y Denis Clement, pero debido a unos problemas de salud inesperados, Guy Leblanc es sustituido para los conciertos en USA por Tom Brislin (que anteriormente estuvo tocando con Yes ) y para la gira Europea, el puesto fue ocupado por Ton Scherpenzeel.
La gira comienza el 26 de junio de 2003 en The Catalyst de Santa Cruz, California y finaliza el 31 de octubre en The Corporation de Sheffield Inglaterra.
Esta gira fue anunciada como la última del grupo a nivel mundial, tras la cual Andy Latimer y Susan Hoover retornan a su tierra en Inglaterra para seguir produciendo y editando música de Camel y dejando la posibilidad abierta de realizar algún tour futuro pero más limitado.

## Lista de temas
1. A Nod and a Wink (11:16)
2. Simple Pleasures (5:31)
3. A Boy's Life (7:20)
4. Fox Hill (9:19)
5. The Miller's Tale (3:34)
6. Squigley Fair (8:02)
7. For Today (10:40)
8. After All These Years (5:52) bonus track (Japón)

## Intérpretes
- Andrew Latimer: guitarra, flauta, teclados y voces
- Guy LeBlanc: teclados y voces
- Colin Bass: bajo y voces
- Denis Clement: percusiones
- Terry Carleton: percusiones y voces
- JR Johnston: coros

- Datos: Q1765025